# ジャパンビバレッジホールディングス

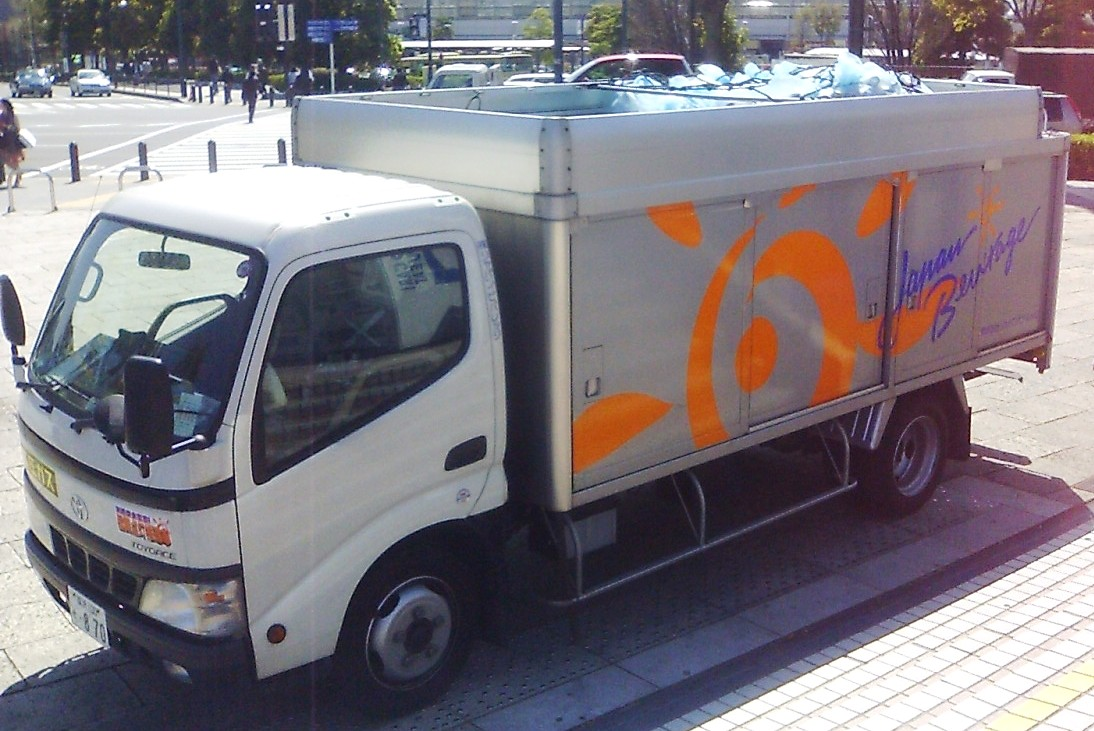
同社のトラック（トヨタ・トヨエース）

株式会社ジャパンビバレッジホールディングス (英：Japan Beverage Holdings Inc.) は、自動販売機での飲料水・食品などの販売、また自動販売機の維持と管理を行うジャパンビバレッジグループの持株会社である。 サントリー食品インターナショナルの子会社としてサントリーグループに属している。

## 沿革
- 1958年（昭和33年）7月 - ユナイテッドスティールカンパニーとして創業。鋼材などの輸出入と販売を行っていた。
- 1963年（昭和38年）9月 - 現在の本業である自動販売機のオペレーター業務を開始。
- 1979年（昭和54年）6月 - オフィスコーヒーサービス業務を開始。
- 1991年（平成3年）10月 - オフィスコーヒーサービス専業会社として、株式会社ユニマットオフィスコ（現・ユニマットライフ）が分離独立。
- 1994年（平成6年）4月 - 自動販売機事業部門を分社化し、株式会社ユニマットコーポレーションを設立。
- 1998年（平成10年）4月 - 日本たばこ産業株式会社（JT）と資本・業務提携し、JTが株式の過半数を取得。
- 1999年（平成11年）9月 - 商号を株式会社ジャパンビバレッジ（初代）へ変更。
- 2010年（平成22年）7月 - 持株会社の株式会社ジャパンビバレッジホールディングスを設立。
- 2011年（平成23年）1月 - ジャパンビバレッジホールディングスがジャパンビバレッジ（初代）を吸収合併。
- 2015年（平成27年）7月 - JTが保有していた当社株式がサントリー食品インターナショナルへ譲渡されたことを受け、同社の子会社となる。
- 2021年（令和3年）
  - 1月 - 子会社を再編。株式会社ジャパンビバレッジ東京を存続会社として、株式会社ジャパンビバレッジ北海道、株式会社ジャパンビバレッジ東北、株式会社ジャパンビバレッジイースト、株式会社ジャパンビバレッジセントラル、株式会社ジャパンビバレッジウエスト、株式会社ジャパンビバレッジ中四国、株式会社ジャパンビバレッジ九州、株式会社ジャパンビバレッジ沖縄、エースター株式会社の9社を吸収合併。同時に、ジャパンビバレッジ東京の商号を株式会社ジャパンビバレッジ（2代）へ変更[2]。
  - 5月 - サントリーグループ内における国内自動販売機等事業の再編に伴い、2022年1月1日付で当社子会社のジャパンビバレッジ（2代）がサントリービバレッジソリューション株式会社（初代）並びにその子会社のサントリービバレッジサービス株式会社を統合、商号をサントリービバレッジソリューション株式会社（2代）へ変更すると発表[3][4]。
- 2022年（令和4年）1月 - 子会社のジャパンビバレッジ（2代）が、サントリービバレッジソリューション（初代）並びにその子会社のサントリービバレッジサービスと経営統合し、商号をサントリービバレッジソリューション株式会社（2代）へ変更。

## レスリング部
ユナイテッドスティールカンパニー時代の1970年代に創部。ソウルオリンピック金メダリストの小林孝至、世界選手権3大会連続銀メダリストの星川君枝らが所属した。実業団対抗戦では、1979年より計13度、団体優勝している。1995年に休部となるが、ジャパンビバレッジへの社名変更を機に再開し、山本聖子、浜口京子らが所属した。
のちの日本レスリング協会会長福田富昭はかつて当社の代表取締役だった。
全日本女子レスリング選手権大会の協賛もしていた。
2022年1月1日に実施されたジャパンビバレッジ、サントリービバレッジソリューション、サントリービバレッジサービスの経営統合に伴い、名称をサントリービバレッジソリューションレスリング部へ改めた。所属していた川井梨紗子と川井友香子も、サントリービバレッジソリューションレスリング部所属となった。

## 不祥事・事件
- 事業場外みなし労働時間制の違法適用
  - 2017年末、自販機の保守担当社員らに適用していた「事業場外みなし労働時間制」に関し、労働基準監督署が東京都内の支店については無効だと指導していたことが明らかになった。事業所の外で働き会社が労働時間を把握できない場合が対象だが、社員は常時電話連絡を受けられたため、会社が実質的に労働時間を管理できたと判断したとみられる[5]。
- 有給取得クイズ
  - 2016年5月頃、支店長が「有給チャンス」というクイズを部下に出し、そのクイズに不正解だと有給休暇を取得させなかったとし、2018年8月17日、従業員側は会社側に説明を求めた[6]。なお、交渉の場には、このクイズを出したとされる支店長も参加する予定であったが欠席し、その場で電話で本人へ対応を求めたが、会社側がそれすら拒否したという[7]。
- 東京都労働委員会によるハローワークへの求人の紹介停止通報
  - 2018年8月はじめまでに東京都労働委員会が都内のハローワークに対し、ジャパンビバレッジへの求人案内の停止を通報した[8]。職業安定法第20条によるとみられる。このような通報例は珍しく、10年以上ぶりだという[8]。
- 労働基準監督署による四度の是正勧告
  - 2018年8月現在で違法な長時間労働と残業代不払いにおいて労働基準監督署から四度の是正勧告を受けている[9]。ジャパンビバレッジ側は各マスコミへの対応に『同一労働基準監督署から4度是正勧告を受けたわけではなく、同じ内容について、異なる4カ所の労働基準監督署より是正勧告を受けただけ』と回答し、労働環境改善への取組に対しての認識の甘さを露呈している。
- 消費増税分2億円を不払い
  - 2019年3月20日、取引先に支払う手数料に消費税の引き上げ分を上乗せしていなかったとして、公正取引委員会より消費税転嫁対策特別措置法違反（買いたたき）で再発防止などを勧告された。未払い額は計約2億1780万円で過去最高。公取委によると、同社は消費税が5％から8％に引き上げられた2014年4月から2018年9月にかけて、自販機の設置場所の提供を受けた約3万5500の法人や個人らに支払う販売手数料に、増税分を反映させず支払い続けていたという。中小企業庁の調査で発覚した[10]。

## 関連会社
- サントリービバレッジソリューション株式会社
- 株式会社ジャパンビバレッジエコロジー